# Toxeus jajpurensis
Toxeus jajpurensis es una especie de araña saltarina del género Toxeus, familia Salticidae. Fue descrita científicamente por Prószyński en 1992.
Habita en India.